# Krakování
Krakování je tepelný rozklad uhlovodíků s delším řetězcem na uhlovodíky s kratším řetězcem. Dochází při tom ke štěpení vazeb mezi atomy uhlovodíku C-C a vznikají kapalné a plynné uhlovodíky s menším počtem atomů uhlíku v řetězci. Probíhá buď za vysoké teploty, nebo za zvýšené teploty a přítomnosti katalyzátoru.
Vladimir Šuchov v roce 1891 vynalezl a patentoval přístroj na nepřetržitou frakční destilaci ropy a na nepřetržité získávání plynu jejím štěpením. Dne 21. listopadu 1891 získal Šuchov na svůj vynález patent Ruského impéria č. 12926.

## Příklad krakování
Hexadekan (C16H34) se rozloží na oktan (C8H18) a okten (C8H16)
C16H34 → C8H18 + C8H16